# Nachal Arugot
Der Nachal ʿArugot (hebräisch נַחַל עֲרוּגוֹת Nachal ʿArūgōt, arabisch وادي العريجة, DMG Wādī al-ʿArayǧah) ist ein in nordwest-südöstlicher Richtung verlaufendes Wadi im Westjordanland. Er entspringt bei Bani Naʿim und mündet nördlich von ʿEin Gedi in Israel in das Tote Meer und durchläuft dabei einen Höhenunterschied von 1'400 m. Die drei Abschnitte des 31 km langen Wadis tragen in arabischer Sprache die Namen Wadi el-Jihar, Wadi el-Ghar und Wadi ʿAreijeh.

## Name
Der hebräische Name, Nachal ʿArugot, besteht aus den Wörtern Nachal, "Wadi", sowohl im Sinne von Gewässer, als auch von Tal und ʿArugot (hebräisch עֲרוּגוֹת), Plural von ʿArugah, "Terrasse oder Beet im Garten".
Im Arabischen ist es üblich, verschiedene Abschnitte des gleichen Flusslaufs unterschiedlich zu benennen. Ghar bedeutet Höhle. Der hebräische Name ʿArugot wurde vom arabischen, ʿAreijeh, abgeleitet.

## Archäologische Funde
Aufgrund seiner Lage in der Judäischen Wüste gab es entlang des Nachal keine dauerhaften Siedlungen, sondern lediglich saisonale Niederlassungen von Beduinen sowie Forts. Archäologische Surveys erbrachten architektonische Überreste und Keramik aus der Eisenzeit, der hellenistischen sowie der frühen römischen Zeit. Im Wadi al-Jihar fanden sich Klosteranlagen aus byzantinischer Zeit wie die Nea Laura und Chirbet ad-Dayr, das von manchen mit dem aus byzantinischen Quellen bekannten Severianus-Kloster identifiziert wird. An der Mündung des Nachal wurden zahlreiche Gräber mit Holzsärgen und Holzossuarien entdeckt. In einer der Höhlen wurde ein Krughenkel mit der Aufschrift „für Nachum, meinen Sklaven“ in althebräischer Schrift gefunden.

### Levitikus-Rolle
Im Jahr 2004 fanden Beduinen vom Stamm der Rashaidah in einer kleinen und kaum zugänglichen Höhle im Nachal Arugot vier beschriftete Lederfragmente. Die Höhle gehört zu einer Gruppe von insgesamt vier Höhlen, die unter einem großen Wasserfall am südlichen Rand des Nachal gelegen sind. In ihnen wurden auch Keramik und Textilien aus der Zeit des Bar-Kochba-Aufstandes gefunden. Zunächst konnten die Fragmente im August 2004 von Roi Porat, einem Schüler Chanan Eschels von der Bar-Ilan-Universität, fotografiert werden. Da ein Ankauf antiker Schriftrollen unklarer Herkunft in Israel per Gesetz verboten ist, um den illegalen Handel mit Antiquitäten einzuschränken, weigerte sich Eshel zunächst, den Beduinen die Fragmente abzukaufen. Mit finanzieller Unterstützung des Jeselsohn Epigraphic Center of Jewish History konnten die Fragmente im März 2005 schließlich dennoch erworben werden. Zwei der Fragmente waren inzwischen zusammengefügt worden, vielleicht durch die Beduinen oder einen Antikenhändler. Für Eschel und Porat hatte der Ankauf dennoch ein juristisches Nachspiel.

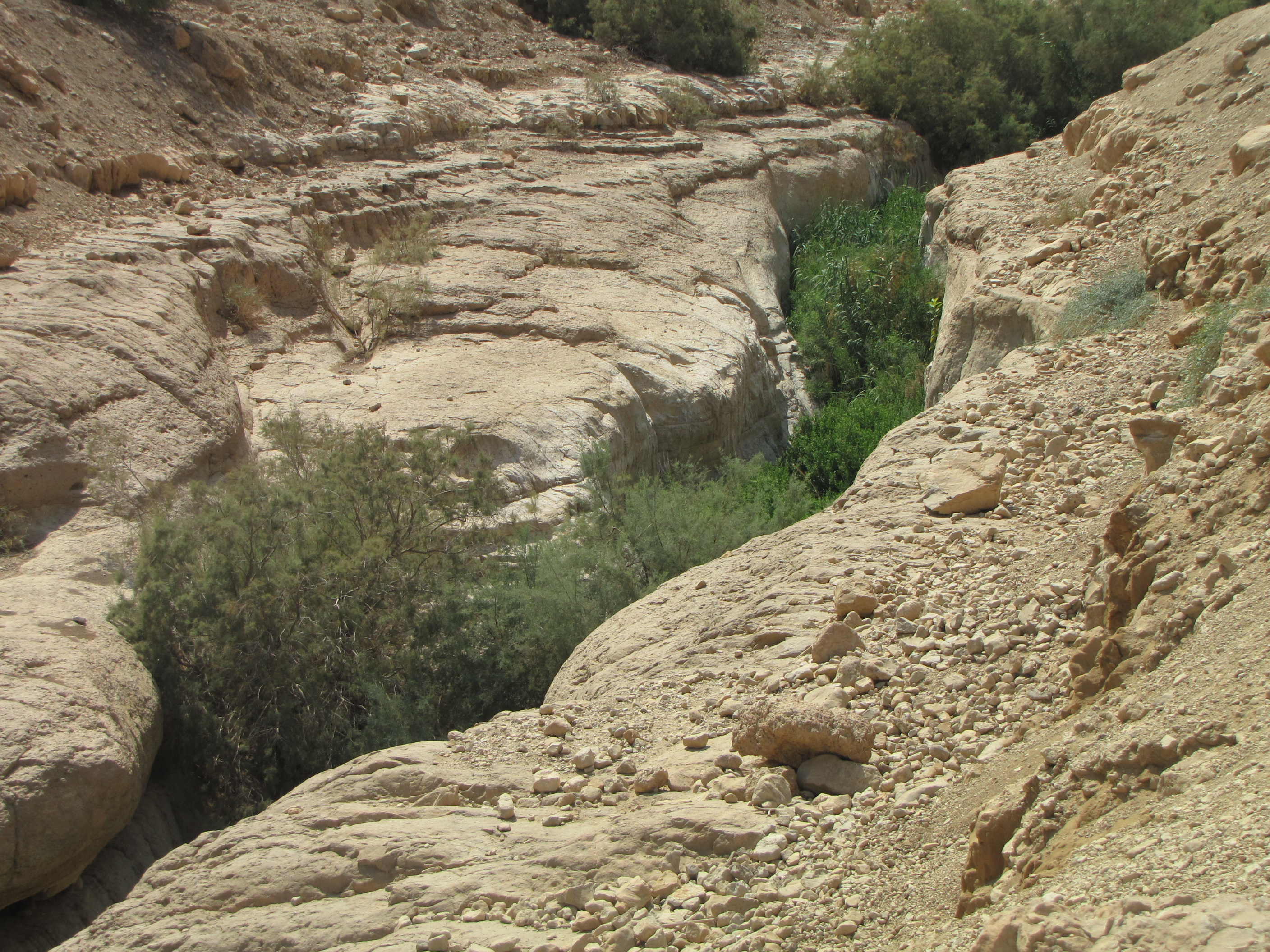
Der Bach im Hochsommer

Fragment A misst etwa 3,5 × 3,5 cm. Es enthält den oberen Rand einer Rolle sowie die Überreste von vier Zeilen Text. Diese lassen sich als Leviticus 23,38f. identifizieren. Die Fragmente B und C messen etwa 6 × 5,5 cm. Der erhaltene Text verteilt sich auf zwei Kolumnen, wobei von der rechten noch 8 Zeilen, von der linken 5 Zeilen erhalten sind. Der Text der rechten Kolumne enthält Lev 23,40-44, jener der linken Lev 24,16-19. Das vierte Fragment bestand aus verschiedenen Lagen. Mit Hilfe von Infrarot-Untersuchungen konnten Buchstabenreste erkennbar gemacht werden. Eine Trennung der Lagen half jedoch nicht bei der Entzifferung und Zuordnung der winzigen Fragmente. Zeilen und Kolumnenränder sind mit einem spitzen Gegenstand vorgezogen. Eine Rekonstruktion der Rolle ergibt, dass jede Kolumne 36 Zeilen beinhaltet haben müsste. Die Schrift lässt sich paläographisch in die Zeit nach der Zerstörung des Tempels 70 n. Chr. datieren. Der Text weicht nur in einem einzigen Fall (Lev 23,4) in der Plene-Schreibung vom masoretischen Text ab. Diese Schreibung wird interessanterweise im babylonischen Talmud im Traktat Sukka für eine halachische Auslegung verwendet.
Paläographie und archäologischer Fundkontext legen insgesamt nahe, dass die Rolle in der Zeit des Bar-Kochba-Aufstandes in die Höhle gebracht wurde. Es ist der erste Fund einer biblischen Schriftrolle am Toten Meer seit 1962.